# Trochidae
Famille
Les Trochidae sont une famille de mollusques gastéropodes de l'ordre des Trochida.

## Historique
La famille des Trochidae est décrite par Constantine Samuel Rafinesque (1783-1840) en 1815.

## Liste des sous-familles et genres
Selon World Register of Marine Species (14 octobre 2021), ce groupe comporte près de 100 genres :
- sous-famille Alcyninae S. T. Williams, K. M. Donald, Spencer & T. Nakano, 2010
- genre Alcyna A. Adams, 1860
- sous-famille Cantharidinae Gray, 1857
  - genre Agagus Jousseaume, 1894
  - genre Calthalotia Iredale, 1929
  - genre Cantharidoscops Galkin, 1955
  - genre Cantharidus Montfort, 1810
  - genre Clelandella Winckworth, 1932
  - genre Gibbula Risso, 1826
  - genre Iwakawatrochus Kuroda & Habe, 1954
  - genre Jujubinus Monterosato, 1884
  - genre Kanekotrochus Habe, 1958
  - genre Komaitrochus Kuroda & Iw. Taki, 1958
  - genre Micrelenchus Finlay, 1926
  - genre Nanula Thiele, 1924
  - genre Odontotrochus P. Fischer, 1879
  - genre Oxystele Philippi, 1847
  - genre Pagodatrochus Herbert, 1989
  - genre Phasianotrochus P. Fischer, 1885
  - genre Phorcus Risso, 1826
  - genre Pictodiloma Habe, 1946
  - genre Priotrochus P. Fischer, 1879
  - genre Prothalotia Thiele, 1930
  - genre Pseudotalopia Habe, 1961
  - genre Roseaplagis K. M. Donald & Spencer, 2016
  - genre Steromphala Gray, 1847
  - genre Thalotia Gray, 1847
  - genre Tosatrochus MacNeil, 1961
- sous-famille Carinotrochinae S.-Q. Zhang, J. Zhang & S.-P. Zhang, 2020
  - genre Carinotrochus S.-Q. Zhang, J. Zhang & S.-P. Zhang, 2020
- sous-famille Chrysostomatinae S. T. Williams, K. M. Donald, Spencer & T. Nakano, 2010
  - genre Chlorodiloma Pilsbry, 1889
  - genre Chrysostoma Swainson, 1840
- sous-famille Fossarininae Bandel, 2009
  - genre Broderipia Gray, 1847
  - genre Clydonochilus P. Fischer, 1890
  - genre Fossarina A. Adams & Angas, 1864
  - genre Synaptocochlea Pilsbry, 1890
- sous-famille Halistylinae Keen, 1958
  - genre Botelloides Strand, 1928
  - genre Charisma Hedley, 1915
  - genre Halistylus Dall, 1890
- sous-famille Kaiparathininae B. A. Marshall, 1993
  - genre Kaiparathina Laws, 1941
- sous-famille Monodontinae Gray, 1857
  - genre Austrocochlea P. Fischer, 1885
  - genre Diloma Philippi, 1845
  - genre Monodonta Lamarck, 1799
- sous-famille Stomatellinae Gray, 1840
  - genre Calliotrochus P. Fischer, 1879
  - genre Microtis H. Adams & A. Adams, 1850
  - genre Pseudostomatella Thiele, 1924
  - genre Stomatella Lamarck, 1816
  - genre Stomatia Helbling, 1779
  - genre Stomatolina Iredale, 1937
- sous-famille Trochinae Rafinesque, 1815
  - genre Cantharidella Pilsbry, 1889
  - genre Clanculus Montfort, 1810
  - genre Coelotrochus P. Fischer, 1879
  - genre Cratidentium K. M. Donald & Spencer, 2016
  - genre Eurytrochus P. Fischer, 1879
  - genre Infundibulum Montfort, 1810
  - genre Notogibbula Iredale, 1924
  - genre Paraclanculus Finlay, 1926
  - genre Pulchrastele Iredale, 1929
  - genre Rubritrochus L. Beck, 1995
  - genre Trochus Linnaeus, 1758
- sous-famille Umboniinae H. Adams & A. Adams, 1854
  - genre Antisolarium Finlay, 1926
  - genre Bankivia Krauss, 1848
  - genre Camitia Gray, 1842
  - genre Conotalopia Iredale, 1929
  - genre Ethalia H. Adams & A. Adams, 1854
  - genre Ethaliella Pilsbry, 1905
  - genre Ethminolia Iredale, 1924
  - genre Inkaba Herbert, 1992
  - genre Isanda H. Adams & A. Adams, 1854
  - genre Leiopyrga H. Adams & A. Adams, 1863
  - genre Lirularia Dall, 1909
  - genre Monilea Swainson, 1840
  - genre Parminolia Iredale, 1929
  - genre Pseudominolia Herbert, 1992
  - genre Rossiteria Brazier, 1895
  - genre Sericominolia Kuroda & Habe, 1954
  - genre Umbonium Link, 1807
  - genre Vanitrochus Iredale, 1929
  - genre Zethalia Finlay, 1926
- genre Amonilea Cossmann, 1920 †
- genre Anceps Kolesnikov, 1939 †
- genre Bowdenagaza Woodring, 1928 †
- genre Callumbonella Thiele, 1924
- genre Coeloconulus Nützel, 2012 †
- genre Conominolia Finlay, 1926 †
- genre Enida A. Adams, 1860
- genre Eocalliostoma O. Haas, 1953 †
- genre Falsotectus Gründel, Keupp & Lang, 2017 †
- genre Gibbuliculus Harzhauser, 2021 †
- genre Kishinewia Kolesnikov, 1935 †
- genre Lesperonia Tournouër, 1874 †
- genre Lithotrochus Conrad, 1855 †
- genre Minopa Iredale, 1924
- genre Miofractarmilla Laws, 1948 †
- genre Omphalomargarites Habe & Ito, 1965
- genre Pachydontella Marwick, 1948 †
- genre Paroxystele O. Schultz, 1970 †
- genre Phorculus Cossmann, 1888 †
- genre Pseudodiloma Cossmann, 1888 †
- genre Rollandiana Kolesnikov, 1939 †
- genre Sarmatigibbula Sladkovskaya, 2017 †
- genre Sinzowia Kolesnikov, 1935 †
- genre Timisia Jekelius, 1944 †

## Galerie

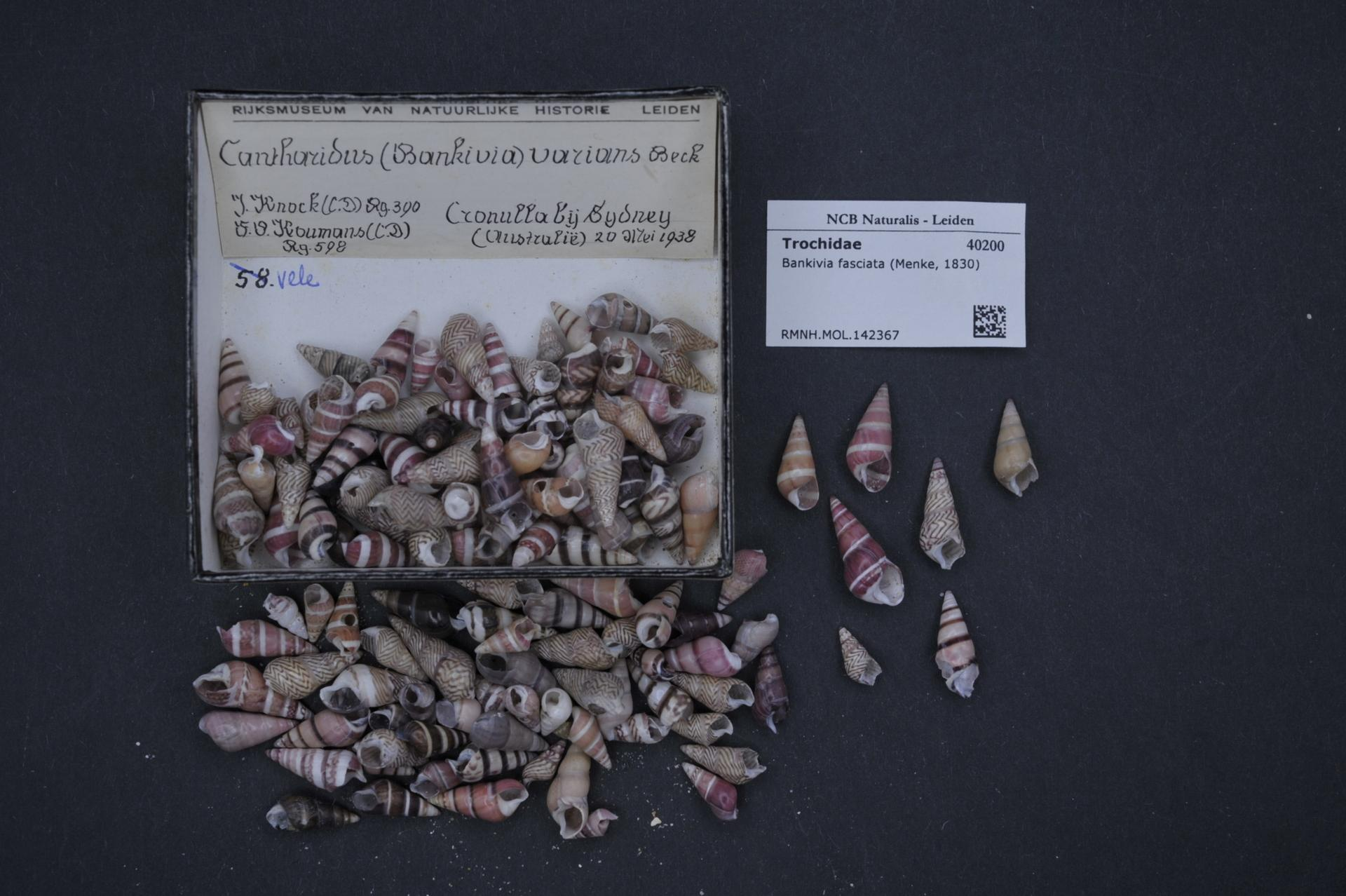
Bankivia fasciata
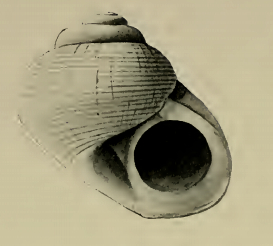
Charisma compacta
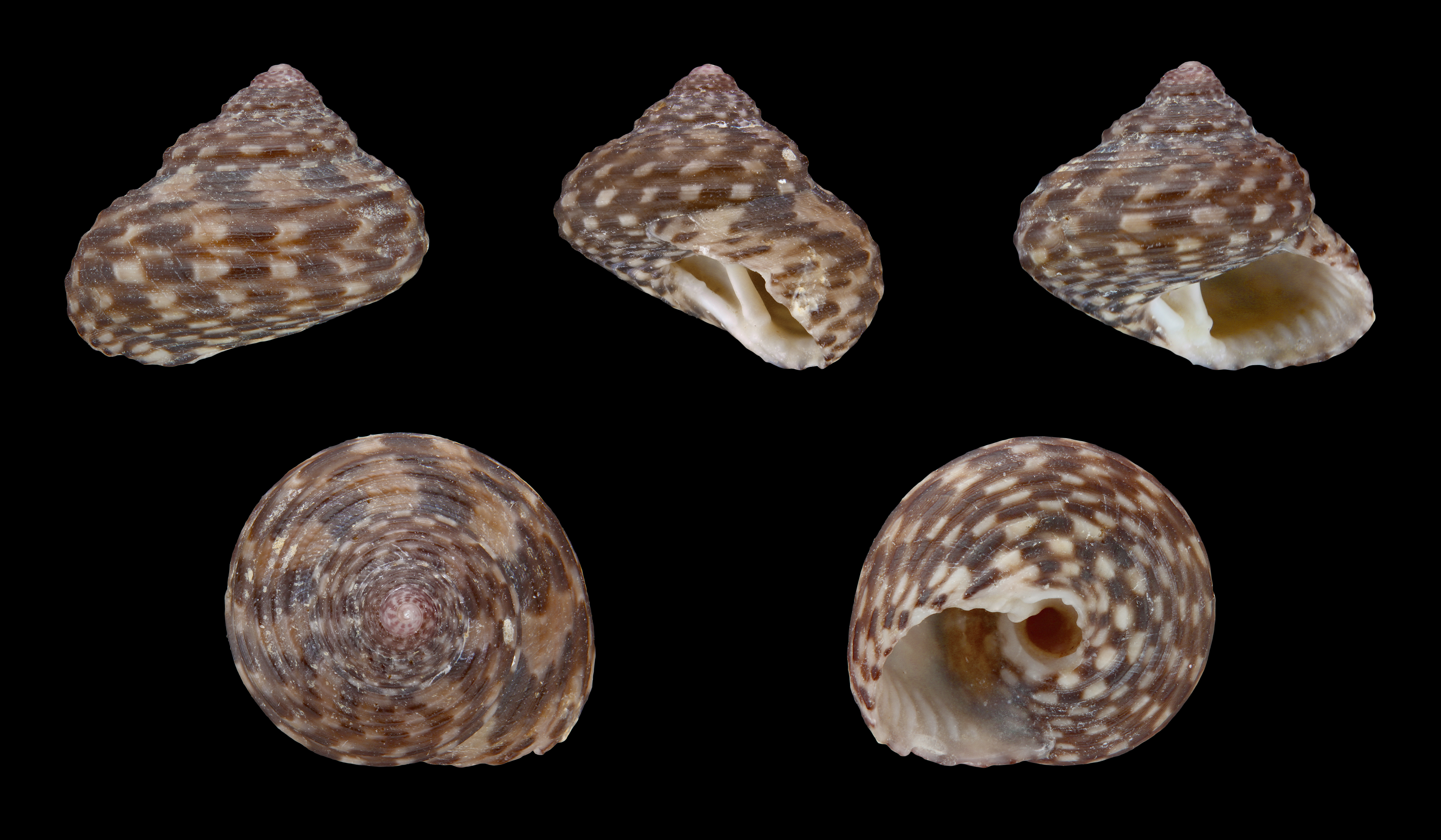
Clanculus jussieui
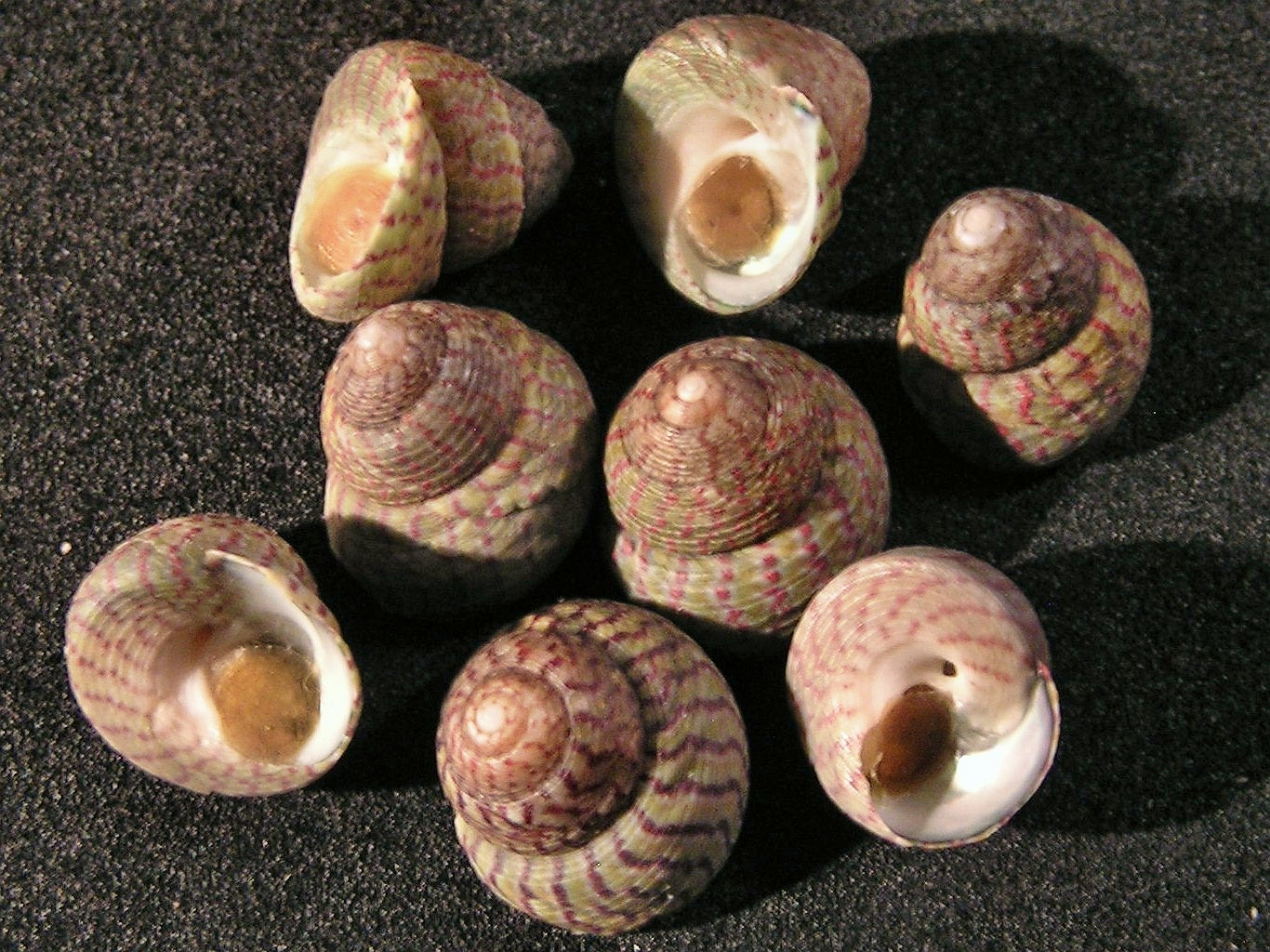
Gibbula divaricata
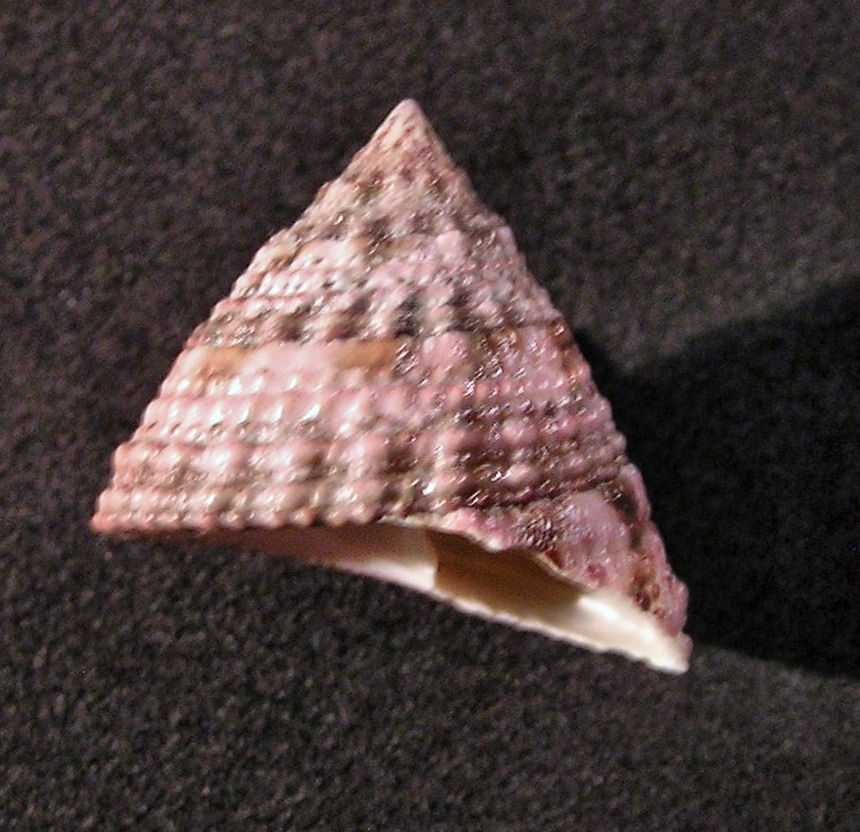
Infundibulum aemulans
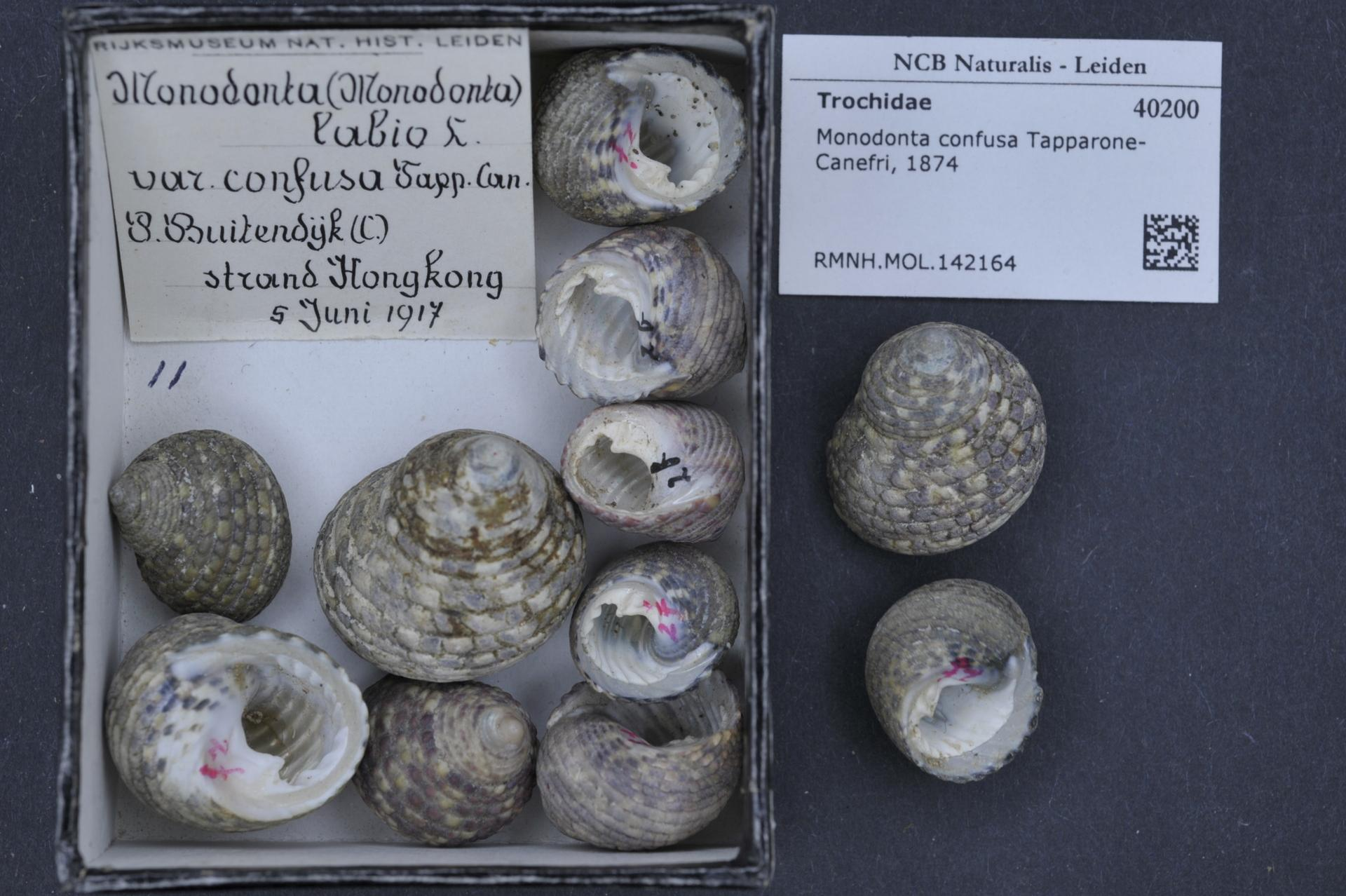
Monodonta confusa
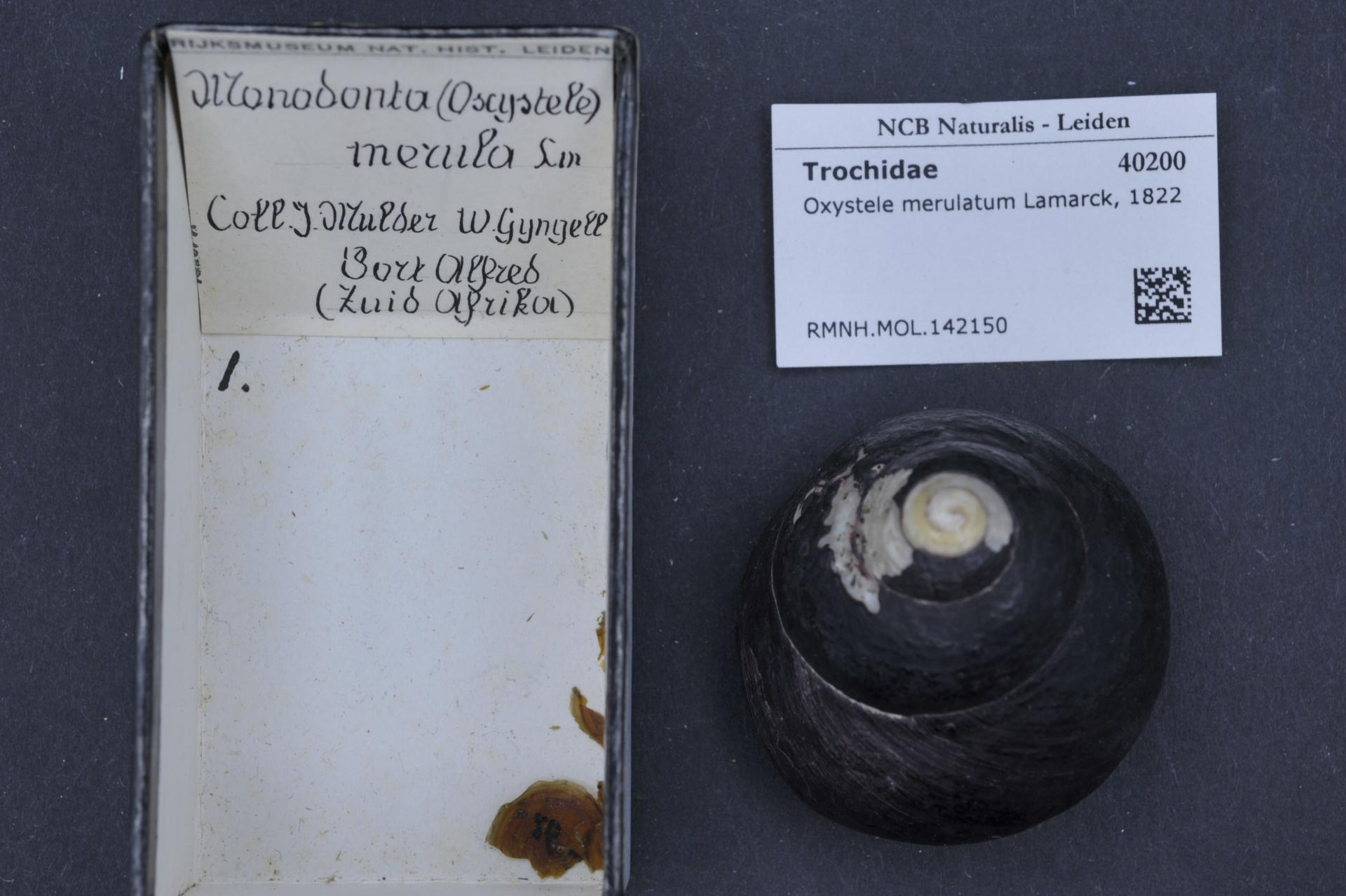
Oxystele merulatum
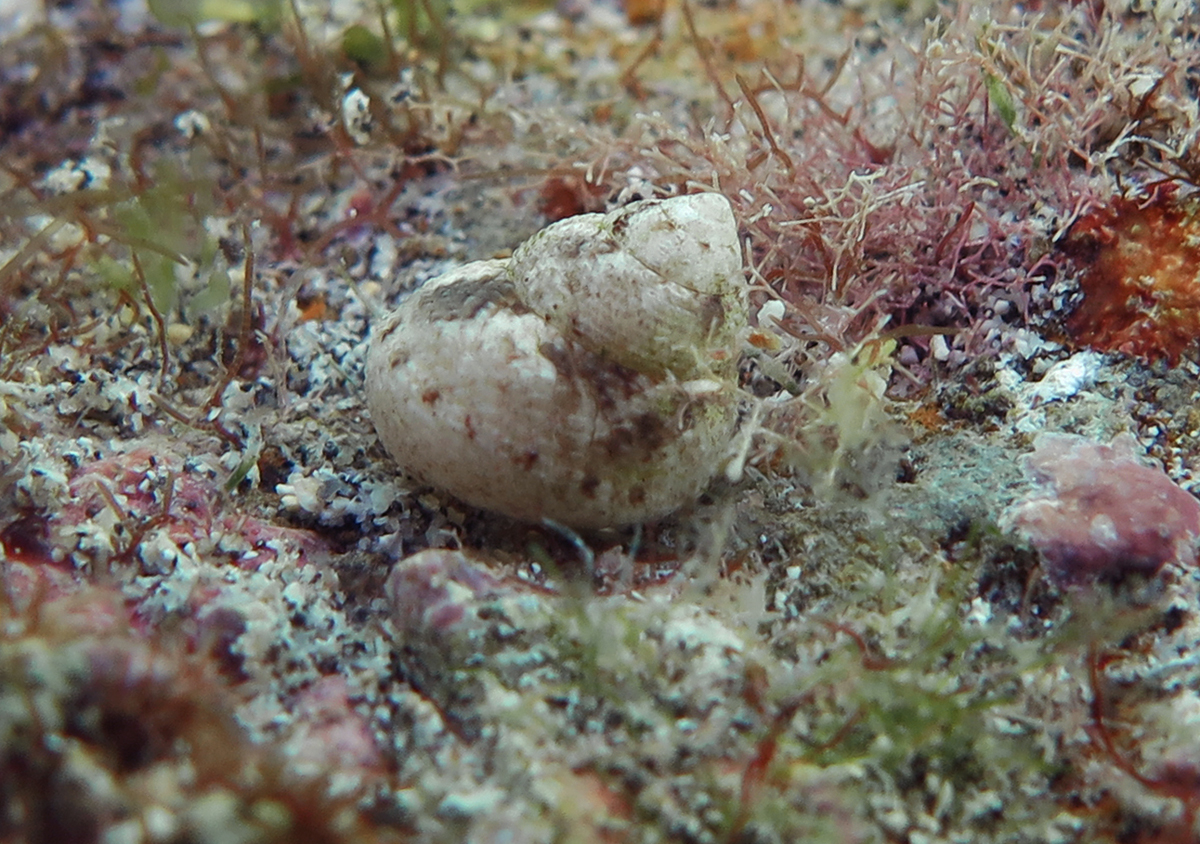
Priotrochus goudoti
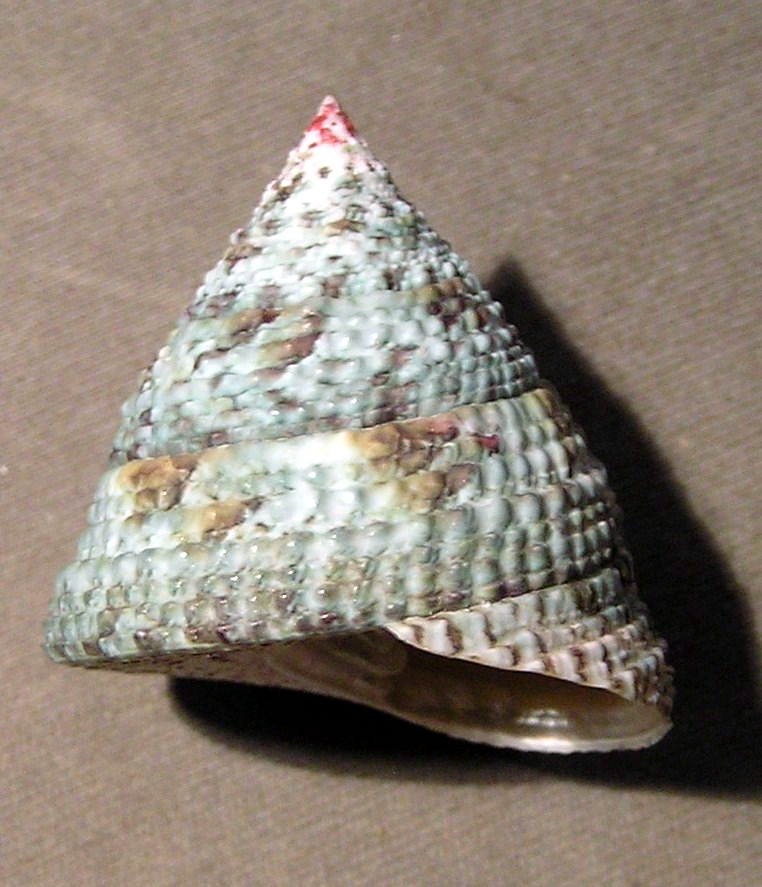
Trochus nigropunctatus